# Dacnusa euphrasiella
Dacnusa euphrasiella är en stekelart som beskrevs av Griffiths 1984. Dacnusa euphrasiella ingår i släktet Dacnusa och familjen bracksteklar. Inga underarter finns listade i Catalogue of Life.